# Carl von Neubronn
Carl Ludwig Wilhelm Freiherr von Neubronn (* 1. Februar 1807 in Pforzheim; † 28. November 1885 in Karlsruhe; evangelisch) war ein seit 1835 im badischen Staatsdienst stehender Jurist und Amtsvorstand, vergleichbar mit einem heutigen Landrat.

## Familie
Carl von Neubronn war der Sohn von Ernst Friedrich von Neubronn, Kammerherr und Oberforstmeister in Schwetzingen und der Luise geborene von Adelsheim. Er war verheiratet und hatte einen Sohn Friedrich (* 8. August 1839 in Lahr; † 13. Juni 1915 in Freiburg im Breisgau), späterer Oberlandesgerichtspräsident und Abgeordneter des badischen Landtags.

## Laufbahn
Nach dem Studium der Rechtswissenschaften an der Universität Heidelberg und dem ersten und zweiten Staatsexamen wurde Neubronn ab dem 16. Mai 1835 Amtsassessor beim Bezirksamt Ettenheim. Am 7. Januar 1838 wurde er Hofjunker und am 15. Februar Amtmann beim Bezirksamt Lahr. Am 8. Oktober 1838 bekam er den Titel Kammerjunker und wurde zum 6. März 1841 Amtmann beim Bezirksamt Kork. Am 9. April 1843 wechselte er zum Bezirksamt Lörrach und wurde danach ab dem 21. Januar 1844 Oberamtmann beim Bezirksamt Pforzheim. Am 18. Juli 1846 zum Kammerherr erhoben, wurde er am 9. Januar zum Stadtdirektor beim Bezirksamt Heidelberg ernannt, um danach ab dem 8. September 1849 zum Bezirksamt Lahr zu wechseln, wo er 1851 zum Geheimen Rat 3. Klasse ernannt wurde. 1853 wurde er zum Stadtamt Karlsruhe versetzt und behielt auch die Leitung des aus ihm 1864 hervorgegangenen Bezirksamts Karlsruhe. Am 11. Mai 1874 trat er die Stelle als Geheimer Finanzrat und dritter Rat bei der Oberrechnungskammer in Karlsruhe an. Dort wurde er am 8. Dezember 1876 zweiter Rat, am 23. April 1879 Geheimer Rat 3. Klasse und am 16. Juni 1883 Geheimer Rat 2. Klasse. Gleichzeitig mit der letzten Beförderung wurde er in den Ruhestand versetzt.

## Politische Betätigung
1843 bis 1845 war er Abgeordneter der Badischen Ständeversammlung während der 11. Wahlperiode für den Stadtwahlbezirk Stadt Lahr. 1851/52 und 1854 war er Abgeordneter für den Wahlkreis 34 (Bezirksamt Heidelberg ohne die Stadt Heidelberg) während der 15. und 16. Wahlperiode.

## Mitgliedschaften
- 1825 Corps Suevia, Heidelberg
- 1868 Mitglied der Prüfungskommission für Einjährig-Freiwillige in Karlsruhe

## Auszeichnungen
- 1851 Ritterkreuz 1. Klasse des Zähringer Löwen-Ordens
- Kommandeurkreuz 2. Klasse des Zähringer Löwen-Ordens
- 1867 Ritterkreuz 1. Klasse des sachsen-ernestinischen Haus-Ordens
- 1868 Komturkreuz des Verdienstordens der bayerischen Krone